# Corea del Sud ai XXIV Giochi olimpici invernali
La Corea del Sud ha partecipato ai XXIV Giochi olimpici invernali che si sono svolti a Pechino, Cina, dal 4 al 20 febbraio 2022. La delegazione era composta da 65 atleti, 35 uomini e 30 donne.

## Medaglie

### Medagliere per disciplina
| Sport                   | Oro | Argento | Bronzo | Totale |
| ----------------------- | --- | ------- | ------ | ------ |
| Short track             | 2   | 3       | 0      | 5      |
| Pattinaggio di velocità | 0   | 2       | 2      | 4      |
| Totale                  | 2   | 5       | 2      | 9      |

### Medaglie d'oro
| Medaglia | Nome           | Sport       | Evento           |
| -------- | -------------- | ----------- | ---------------- |
| Oro      | Hwang Dae-heon | Short track | 1500 m maschile  |
| Oro      | Choi Min-jeong | Short track | 1500 m femminile |

### Medaglie d'argento
| Medaglia | Nome                                                                  | Sport                   | Evento                     |
| -------- | --------------------------------------------------------------------- | ----------------------- | -------------------------- |
| Argento  | Choi Min-jeong                                                        | Short track             | 1000 m femminile           |
| Argento  | Cha Min-kyu                                                           | Pattinaggio di velocità | 500 m maschile             |
| Argento  | Choi Min-jeong Kim A-lang Lee Yu-bin Seo Whi-min                      | Short track             | 3000 m staffetta femminile |
| Argento  | Lee June-seo Kim Dong-wook Hwang Dae-heon Kwak Yoon-gy Park Jang-hyuk | Short track             | 5000 m staffetta maschile  |
| Argento  | Chung Jae-won                                                         | Pattinaggio di velocità | Mass start maschile        |

### Medaglie di bronzo
| Medaglia | Nome           | Sport                   | Evento              |
| -------- | -------------- | ----------------------- | ------------------- |
| Bronzo   | Kim Min-seok   | Pattinaggio di velocità | 1500 m maschile     |
| Bronzo   | Lee Seung-hoon | Pattinaggio di velocità | Mass start maschile |

## Delegazione
| Sport                   | Uomini | Donne | Totale |
| ----------------------- | ------ | ----- | ------ |
| Biathlon                | 1      | 2     | 3      |
| Bob                     | 8      | 1     | 9      |
| Combinata nordica       | 1      | -     | 1      |
| Curling                 | 0      | 5     | 5      |
| Freestyle               | 1      | 2     | 3      |
| Pattinaggio di figura   | 2      | 2     | 4      |
| Pattinaggio di velocità | 6      | 4     | 10     |
| Sci alpino              | 1      | 2     | 3      |
| Sci di fondo            | 2      | 3     | 5      |
| Short track             | 5      | 5     | 10     |
| Skeleton                | 2      | 1     | 3      |
| Slittino                | 3      | 1     | 1      |
| Snowboard               | 3      | 2     | 5      |
| Totale                  | 35     | 30    | 65     |

## Biathlon
| Atleta               | Evento                       | Penalità    | Tempo   | Posizione |
| -------------------- | ---------------------------- | ----------- | ------- | --------- |
| Timofej Lapšin       | 20 km individuale maschile   | 5 (1+1+2+1) | 57'13"0 | 76º       |
| Timofej Lapšin       | 10 km sprint maschile        | 2 (1+1)     | 27'30"8 | 82º       |
| Ekaterina Avvakumova | 15 km individuale femminile  | 6 (3+0+2+1) | 52'31"4 | 73ª       |
| Kim Seon-su          | 15 km individuale femminile  | 6 (3+0+3+0) | 56'37"5 | 84ª       |
| Ekaterina Avvakumova | 7,5 km sprint femminile      | 2 (2+0)     | 23'19"4 | 49ª       |
| Kim Seon-su          | 7,5 km sprint femminile      | 1 (1+0)     | 25'18"2 | 83ª       |
| Ekaterina Avvakumova | 10 km inseguimento femminile | 7 (3+4+ + ) | LAP     | LAP       |

## Bob
| Atleta                                                  | Evento                 | 1ª manche | 1ª manche | 2ª manche | 2ª manche | 3ª manche | 3ª manche | 4ª manche       | 4ª manche       | Totale  | Totale    |
| Atleta                                                  | Evento                 | Tempo     | Posizione | Tempo     | Posizione | Tempo     | Posizione | Tempo           | Posizione       | Tempo   | Posizione |
| ------------------------------------------------------- | ---------------------- | --------- | --------- | --------- | --------- | --------- | --------- | --------------- | --------------- | ------- | --------- |
| Suk Young-jin Kim Hyeong-geun                           | Bob a due maschile     | 1'00"28   | 23ª       | 1'00"46   | 22ª       | 1'00"52   | 24ª       | Non qualificati | Non qualificati | 3'01"26 | 24ª       |
| Won Yun-jong Kim Jin-su                                 | Bob a due maschile     | 59"89     | 14ª       | 1'00"28   | 17ª       | 1'00"10   | 14ª       | 1'00"97         | 20ª             | 4'01"24 | 19ª       |
| Suk Young-jin Kim Hyeong-geun Kim Tae-yang Shin Ye-chan | Bob a quattro maschile | 59"74     | 25ª       | 1'00"31   | 26ª       | 59"91     | 25ª       | Non qualificati | Non qualificati | 2'59"96 | 25ª       |
| Won Yun-jong Kim Jin-su Jung Hyun-woo Kim Dong-hyun     | Bob a quattro maschile | 59"45     | 19ª       | 59"60     | 16ª       | 59"38     | 16ª       | 59"59           | 15ª             | 3'58"02 | 18ª       |
| Kim Yoo-ran                                             | Monobob femminile      | 1'06"68   | 20ª       | 1'07"02   | 18ª       | 1'06"41   | 14ª       | 1'06"41         | 13ª             | 4'26"52 | 18ª       |

## Combinata nordica
| Atleta     | Evento             | Salto     | Salto | Salto     | Fondo   | Fondo     | Totale  | Totale    |
| Atleta     | Evento             | Lunghezza | Punti | Posizione | Tempo   | Posizione | Tempo   | Posizione |
| ---------- | ------------------ | --------- | ----- | --------- | ------- | --------- | ------- | --------- |
| Park Je-un | Trampolino normale | 90,0 m    | 82,3  | 36º       | 29'11"3 | 43º       | 32'34"3 | 42º       |
| Park Je-un | Trampolino lungo   | 107,0 m   | 67,9  | 39º       | 30'08"5 | 47º       | 34'56"5 | 44º       |

## Curling
| Squadra                                                           | Torneo    | Girone               | Girone               | Girone               | Girone               | Girone               | Girone               | Girone               | Girone               | Girone               | Girone | Semifinali           | Finale               | Pos. |
| Squadra                                                           | Torneo    | Avversario Punteggio | Avversario Punteggio | Avversario Punteggio | Avversario Punteggio | Avversario Punteggio | Avversario Punteggio | Avversario Punteggio | Avversario Punteggio | Avversario Punteggio | Pos.   | Avversario Punteggio | Avversario Punteggio | Pos. |
| ----------------------------------------------------------------- | --------- | -------------------- | -------------------- | -------------------- | -------------------- | -------------------- | -------------------- | -------------------- | -------------------- | -------------------- | ------ | -------------------- | -------------------- | ---- |
| Kim Eun-jung Kim Kyeong-ae Kim Cho-hi Kim Seon-yeong Kim Yeong-mi | Femminile | Canada P 7–12        | Gran Bretagna V 9–7  | ROC V 9–5            | Cina P 5–6           | Stati Uniti P 6–8    | Giappone V 10–5      | Svizzera P 4–8       | Danimarca V 8–7      | Svezia P 4–8         | 8ª     | Non qualificate      | Non qualificate      | 8ª   |

## Freestyle
| Atleta        | Evento             | Qualificazione | Qualificazione | Qualificazione | Qualificazione | Finale          | Finale          | Finale          | Finale          | Finale          |
| Atleta        | Evento             | Run 1          | Run 2          | Migliore       | Posizione      | Run 1           | Run 2           | Run 3           | Migliore        | Posizione       |
| ------------- | ------------------ | -------------- | -------------- | -------------- | -------------- | --------------- | --------------- | --------------- | --------------- | --------------- |
| Lee Seung-hun | Halfpipe maschile  | 49,75          | 56,75          | 56,75          | 16º            | Non qualificato | Non qualificato | Non qualificato | Non qualificato | Non qualificato |
| Jang Yu-jin   | Halfpipe femminile | 3,75           | 4,25           | 4,25           | 20ª            | Non qualificata | Non qualificata | Non qualificata | Non qualificata | Non qualificata |
| Kim Dae-un    | Halfpipe femminile | 44,50          | 45,50          | 45,50          | 17ª            | Non qualificata | Non qualificata | Non qualificata | Non qualificata | Non qualificata |

## Pattinaggio di figura
| Atleta / coppia | Evento            | Programma corto | Programma corto | Programma libero | Programma libero | Totale          | Totale          |
| Atleta / coppia | Evento            | Punti           | Posizione       | Punti            | Posizione        | Punti           | Posizione       |
| --------------- | ----------------- | --------------- | --------------- | ---------------- | ---------------- | --------------- | --------------- |
| Cha Jun-hwan    | Singolo maschile  | 99,51           | 4º Q            | 182,87           | 7º               | 282,38          | 5º              |
| Lee Si-hyeong   | Singolo maschile  | 65,69           | 27º             | Non qualificato  | Non qualificato  | Non qualificato | Non qualificato |
| Kim Ye-lim      | Singolo femminile | 67,78           | 9ª Q            | 134,85           | 11ª              | 202,63          | 9ª              |
| You Young       | Singolo femminile | 70,34           | 6ª Q            | 142,75           | 4ª               | 213,09          | 6ª              |

## Pattinaggio di velocità
| Atleta           | Evento           | Tempo   | Posizione |
| ---------------- | ---------------- | ------- | --------- |
| Cha Min-kyu      | 500 m maschile   | 34"39   |           |
| Kim Jun-ho       | 500 m maschile   | 34"54   | 6º        |
| Kim Min-sun      | 500 m femminile  | 37"60   | 7ª        |
| Cha Min-kyu      | 1000 m maschile  | 1'09"69 | 18º       |
| Kim Min-seok     | 1000 m maschile  | 1'10"08 | 24º       |
| Kim Hyun-yung    | 1000 m femminile | 1'17"50 | 25ª       |
| Kim Min-sun      | 1000 m femminile | 1'16"49 | 16ª       |
| Park Ji-woo      | 1000 m femminile | 1'19"39 | 30ª       |
| Kim Min-seok     | 1500 m maschile  | 1'44"24 |           |
| Park Seong-hyeon | 1500 m maschile  | 1'47"59 | 21º       |

Mass start
| Atleta         | Evento               | Semifinale | Semifinale | Semifinale | Finale          | Finale          | Finale          |
| Atleta         | Evento               | Punti      | Tempo      | Posizione  | Punti           | Tempo           | Posizione       |
| -------------- | -------------------- | ---------- | ---------- | ---------- | --------------- | --------------- | --------------- |
| Chung Jae-won  | Mass start maschile  | 12         | 7'56"76    | 4º Q       | 7'47"18         | 40              |                 |
| Lee Seung-hoon | Mass start maschile  | 60         | 7'43"58    | 1º Q       | 7'47"20         | 20              |                 |
| Kim Bo-reum    | Mass start femminile | 40         | 8'34"23    | 2ª Q       | 6               | 8'16"81         | 5ª              |
| Park Ji-woo    | Mass start femminile | 0          | 8'53"64    | 13ª        | Non qualificata | Non qualificata | Non qualificata |

Inseguimento a squadre
| Atleta                                    | Evento                          | Quarti di finale | Quarti di finale | Semifinale       | Semifinale      | Finale                           | Finale    |
| Atleta                                    | Evento                          | Tempo            | Posizione        | Avversario Tempo | Posizione       | Avversario Tempo                 | Posizione |
| ----------------------------------------- | ------------------------------- | ---------------- | ---------------- | ---------------- | --------------- | -------------------------------- | --------- |
| Chung Jae-won Kim Min-seok Lee Seung-hoon | Inseguimento a squadre maschile | 3'41"89          | 6ª               | Non qualificati  | Non qualificati | Finale 5º posto Canada P 3'53"77 | 6ª        |

## Sci alpino
| Atleta         | Evento                    | 1ª manche | 1ª manche | 2ª manche       | 2ª manche       | Totale          | Totale          |
| Atleta         | Evento                    | Tempo     | Posizione | Tempo           | Posizione       | Tempo           | Posizione       |
| -------------- | ------------------------- | --------- | --------- | --------------- | --------------- | --------------- | --------------- |
| Jung Dong-hyun | Slalom gigante maschile   | DNF       | DNF       | Non qualificato | Non qualificato | Non qualificato | Non qualificato |
| Jung Dong-hyun | Slalom speciale maschile  | 56"85     | 29º       | 50"84           | 16º             | 1'47"69         | 21º             |
| Gim So-hui     | Slalom gigante femminile  | 1'04"12   | 38ª       | 1'03"10         | 32ª             | 2'07"22         | 33ª             |
| Kang Young-seo | Slalom gigante femminile  | DNF       | DNF       | Non qualificata | Non qualificata | Non qualificata | Non qualificata |
| Gim So-hui     | Slalom speciale femminile | 57"31     | 42ª       | 56"80           | 39ª             | 1'54"11         | 39ª             |
| Kang Young-seo | Slalom speciale femminile | DNF       | DNF       | Non qualificata | Non qualificata | Non qualificata | Non qualificata |

## Sci di fondo
Distanza
| Atleta         | Evento              | Tecnica classica | Tecnica classica | Tecnica libera | Tecnica libera | Totale  | Totale   | Totale    |
| Atleta         | Evento              | Tempo            | Posizione        | Tempo          | Posizione      | Tempo   | Distacco | Posizione |
| -------------- | ------------------- | ---------------- | ---------------- | -------------- | -------------- | ------- | -------- | --------- |
| Jeong Jong-won | 15 km maschile      | N.D.             | N.D.             | N.D.           | N.D.           | 46'34"6 | +8'39"8  | 82º       |
| Kim Min-woo    | 15 km maschile      | N.D.             | N.D.             | N.D.           | N.D.           | 45'21"6 | +7'26"8  | 79º       |
| Jeong Jong-won | Skiathlon maschile  | LAP              | LAP              | LAP            | LAP            | LAP     | LAP      | 66º       |
| Kim Min-woo    | Skiathlon maschile  | 46'24"3          | 61º              | LAP            | LAP            | LAP     | LAP      | 62º       |
| Lee Chae-won   | 10 km femminile     | N.D.             | N.D.             | N.D.           | N.D.           | 34'45"5 | +6'39"2  | 75ª       |
| Lee Eui-jin    | 10 km femminile     | N.D.             | N.D.             | N.D.           | N.D.           | 34'07"9 | +6'01"6  | 72ª       |
| Han Da-som     | Skiathlon femminile | 29'52"3          | 63ª              | DNF            | DNF            | DNF     | DNF      | DNF       |
| Lee Chae-won   | Skiathlon femminile | 28'01"6          | 61ª              | 27'01"7        | 61ª            | 55'52"6 | +11'38"9 | 61ª       |

Sprint
| Atleta                     | Evento                     | Qualificazione | Qualificazione | Quarti          | Quarti          | Semifinale      | Semifinale      | Finale          | Finale          |
| Atleta                     | Evento                     | Tempo          | Posizione      | Tempo           | Posizione       | Tempo           | Posizione       | Tempo           | Posizione       |
| -------------------------- | -------------------------- | -------------- | -------------- | --------------- | --------------- | --------------- | --------------- | --------------- | --------------- |
| Jeong Jong-won             | Sprint maschile            | 3'16"15        | 81º            | Non qualificato | Non qualificato | Non qualificato | Non qualificato | Non qualificato | Non qualificato |
| Kim Min-woo                | Sprint maschile            | 3'19"76        | 82º            | Non qualificato | Non qualificato | Non qualificato | Non qualificato | Non qualificato | Non qualificato |
| Jeong Jong-won Kim Min-woo | Sprint a squadre maschile  | N.D.           | N.D.           | N.D.            | N.D.            | 22'56"16        | 13ª             | Non qualificati | Non qualificati |
| Lee Chae-won               | Sprint femminile           | DNS            | DNS            | Non qualificata | Non qualificata | Non qualificata | Non qualificata | Non qualificata | Non qualificata |
| Lee Eui-jin                | Sprint femminile           | 3'52"05        | 77ª            | Non qualificata | Non qualificata | Non qualificata | Non qualificata | Non qualificata | Non qualificata |
| Han Da-som Lee Eui-jin     | Sprint a squadre femminile | N.D.           | N.D.           | N.D.            | N.D.            | 26'55"52        | 11ª             | Non qualificate | Non qualificate |

## Short track
Uomini
| Atleta                                                                | Evento           | Batterie | Batterie  | Quarti          | Quarti          | Semifinale      | Semifinale      | Finale          | Finale          |
| Atleta                                                                | Evento           | Tempo    | Posizione | Tempo           | Posizione       | Tempo           | Posizione       | Tempo           | Posizione       |
| --------------------------------------------------------------------- | ---------------- | -------- | --------- | --------------- | --------------- | --------------- | --------------- | --------------- | --------------- |
| Hwang Dae-heon                                                        | 500 m            | 40"971   | 2º Q      | 40"636          | 2º Q            | DSQ             | DSQ             | Non qualificato | Non qualificato |
| Lee June-seo                                                          | 500 m            | DSQ      | DSQ       | Non qualificato | Non qualificato | Non qualificato | Non qualificato | Non qualificato | Non qualificato |
| Hwang Dae-heon                                                        | 1000 m           | 1'23"042 | 1º Q      | 1'24"693        | 1º Q            | DSQ             | DSQ             | Non qualificato | Non qualificato |
| Lee June-seo                                                          | 1000 m           | 1'24"698 | 1º Q      | 1'23"682        | 1º Q            | DSQ             | DSQ             | Non qualificato | Non qualificato |
| Park Jang-hyuk                                                        | 1000 m           | 1'24"081 | 1º Q      | DNF             | 3º ADV          | DNS             | DNS             | Non qualificato | Non qualificato |
| Hwang Dae-heon                                                        | 1500 m           | N.D.     | N.D.      | 2'14"910        | 1º Q            | 2'13"188        | 1º Q            | 2'09"219        |                 |
| Lee June-seo                                                          | 1500 m           | N.D.     | N.D.      | 2'18"630        | 1º Q            | 2'16"586        | 1º Q            | 2'09"622        | 5º              |
| Park Jang-hyuk                                                        | 1500 m           | N.D.     | N.D.      | 2'12"116        | 3º Q            | 2'12"751        | 2º Q            | 2'10"176        | 7º              |
| Hwang Dae-heon Kim Dong-wook Kwak Yoon-gy Lee June-seo Park Jang-hyuk | 5000 m staffetta | N.D.     | N.D.      | N.D.            | N.D.            | 6'37"879        | 1ª Q            | 6'41"679        |                 |

Donne
| Atleta                                           | Evento           | Batterie | Batterie  | Quarti          | Quarti          | Semifinale      | Semifinale      | Finale / Finale B | Finale / Finale B |
| Atleta                                           | Evento           | Tempo    | Posizione | Tempo           | Posizione       | Tempo           | Posizione       | Tempo             | Posizione         |
| ------------------------------------------------ | ---------------- | -------- | --------- | --------------- | --------------- | --------------- | --------------- | ----------------- | ----------------- |
| Choi Min-jeong                                   | 500 m            | 42"853   | 1ª Q      | 1'04"939        | 4ª              | Non qualificata | Non qualificata | Non qualificata   | Non qualificata   |
| Lee Yu-bin                                       | 500 m            | 43"141   | 4ª        | Non qualificata | Non qualificata | Non qualificata | Non qualificata | Non qualificata   | Non qualificata   |
| Choi Min-jeong                                   | 1000 m           | 1'28"053 | 1ª Q      | 1'28"722        | 2ª Q            | 1'26"850        | 3ª Q            | 1'28"443          |                   |
| Kim A-lang                                       | 1000 m           | 1'28"680 | 3ª        | Non qualificata | Non qualificata | Non qualificata | Non qualificata | Non qualificata   | Non qualificata   |
| Lee Yu-bin                                       | 1000 m           | 1'27"862 | 2ª Q      | 1'29"120        | 1ª Q            | 1'28"170        | 3ª QB           | 1'29"739          | 6ª                |
| Choi Min-jeong                                   | 1500 m           | N.D.     | N.D.      | 2'20"846        | 1ª Q            | 2'16"831        | 1ª Q            | 2'17"789          |                   |
| Kim A-lang                                       | 1500 m           | N.D.     | N.D.      | 2'32"879        | 1ª Q            | 2'22"420        | 4ª QB           | 2'45"707          | 13ª               |
| Lee Yu-bin                                       | 1500 m           | N.D.     | N.D.      | 2'17"851        | 2ª Q            | 2'22"157        | 1ª Q            | 2'18"825          | 6ª                |
| Choi Min-jeong Kim A-lang Lee Yu-bin Seo Whi-min | 3000 m staffetta | N.D.     | N.D.      | N.D.            | N.D.            | 4'05"904        | 2ª Q            | 4'03"627          |                   |

Misto
| Atleta                                                  | Evento           | Quarti   | Quarti    | Semifinale      | Semifinale      | Finale          | Finale          |
| Atleta                                                  | Evento           | Tempo    | Posizione | Tempo           | Posizione       | Tempo           | Posizione       |
| ------------------------------------------------------- | ---------------- | -------- | --------- | --------------- | --------------- | --------------- | --------------- |
| Choi Min-jeong Hwang Dae-heon Lee Yu-bin Park Jang-hyuk | 2000 m staffetta | 2'48"308 | 3ª        | Non qualificati | Non qualificati | Non qualificati | Non qualificati |

## Skeleton
| Atleta        | Evento            | 1ª manche | 1ª manche | 2ª manche | 2ª manche | 3ª manche | 3ª manche | 4ª manche       | 4ª manche       | Totale  | Totale    |
| Atleta        | Evento            | Tempo     | Posizione | Tempo     | Posizione | Tempo     | Posizione | Tempo           | Posizione       | Tempo   | Posizione |
| ------------- | ----------------- | --------- | --------- | --------- | --------- | --------- | --------- | --------------- | --------------- | ------- | --------- |
| Jung Seung-gi | Singolo maschile  | 1'01"18   | 11º       | 1'01"04   | 10º       | 1'00"69   | 9º        | 1'00"83         | 9º              | 4'03"74 | 10º       |
| Yun Sung-bin  | Singolo maschile  | 1'01"26   | 13º       | 1'01"17   | 13º       | 1'01"03   | 12º       | 1'00"63         | 7º              | 4'04"09 | 12º       |
| Kim Eun-ji    | Singolo femminile | 1'03"28   | 22ª       | 1'03"68   | 23ª       | 1'02"83   | 22ª       | Non qualificata | Non qualificata | 3'09"79 | 23ª       |

## Slittino
| Atleta                                                 | Evento            | 1ª manche | 1ª manche | 2ª manche | 2ª manche | 3ª manche | 3ª manche | 4ª manche       | 4ª manche       | Totale   | Totale    |
| Atleta                                                 | Evento            | Tempo     | Posizione | Tempo     | Posizione | Tempo     | Posizione | Tempo           | Posizione       | Tempo    | Posizione |
| ------------------------------------------------------ | ----------------- | --------- | --------- | --------- | --------- | --------- | --------- | --------------- | --------------- | -------- | --------- |
| Lim Nam-kyu                                            | Singolo maschile  | 1'02"438  | 34º       | 59"794    | 30º       | 59"538    | 28º       | Non qualificato | Non qualificato | 3'01"770 | 33º       |
| Aileen Frisch                                          | Singolo femminile | 59"776    | 23ª       | 59"642    | 20ª       | 59"055    | 18ª       | 1'01"811        | 19ª             | 4'00"284 | 19ª       |
| Cho Jung-myung Park Jin-yong                           | Doppio            | 59"361    | 10ª       | 59"366    | 12ª       | N.D.      | N.D.      | N.D.            | N.D.            | 1'58"727 | 12ª       |
| Aileen Frisch Lim Nam-kyu Park Jin-yong Cho Jung-myung | Gara a squadre    | 1'02"682  | 14ª       | 1'05"265  | 14ª       | 1'03"291  | 8ª        | N.D.            | N.D.            | 3'11"238 | 13ª       |

## Snowboard
Freestyle
| Atleta      | Evento             | Qualificazione | Qualificazione | Qualificazione | Qualificazione | Finale          | Finale          | Finale          | Finale          | Finale          |
| Atleta      | Evento             | Run 1          | Run 2          | Migliore       | Posizione      | Run 1           | Run 2           | Run 3           | Migliore        | Posizione       |
| ----------- | ------------------ | -------------- | -------------- | -------------- | -------------- | --------------- | --------------- | --------------- | --------------- | --------------- |
| Lee Chae-un | Halfpipe maschile  | 26,00          | 35,00          | 35,00          | 18º            | Non qualificato | Non qualificato | Non qualificato | Non qualificato | Non qualificato |
| Lee Na-yoon | Halfpipe femminile | 31,00          | 34,50          | 34,50          | 20ª            | Non qualificata | Non qualificata | Non qualificata | Non qualificata | Non qualificata |

Parallelo
| Atleta        | Evento                             | Qualificazione | Qualificazione | Ottavi               | Quarti               | Semifinale           | Finale               | Finale          |
| Atleta        | Evento                             | Tempo          | Posizione      | Avversario Risultato | Avversario Risultato | Avversario Risultato | Avversario Risultato | Posizione       |
| ------------- | ---------------------------------- | -------------- | -------------- | -------------------- | -------------------- | -------------------- | -------------------- | --------------- |
| Kim Sang-kyum | Slalom gigante parallelo maschile  | 1'23"81        | 24º            | Non qualificato      | Non qualificato      | Non qualificato      | Non qualificato      | Non qualificato |
| Lee Sang-ho   | Slalom gigante parallelo maschile  | 1'20"54        | 1º Q           | Bagozza V -0"92      | Wild P +0"01         | Non qualificato      | Non qualificato      | Non qualificato |
| Jeong Hae-rim | Slalom gigante parallelo femminile | 1'29"10        | 18ª            | Non qualificata      | Non qualificata      | Non qualificata      | Non qualificata      | Non qualificata |